# Microsania meridionalis
Microsania meridionalis är en tvåvingeart som beskrevs av Collart 1960. Microsania meridionalis ingår i släktet Microsania och familjen svampflugor. Inga underarter finns listade i Catalogue of Life.